# Филимонова, Лидия Теодоровна
Лидия Теодоровна Филимонова (урожд. Цалит; 22 июня 1916, селение Невьянский завод, Екатеринбургский уезд, Пермская губерния, Российская империя — 1989, Петрозаводск, Карельская АССР, РСФСР, СССР) — советский деятель здравоохранения, заслуженный врач РСФСР и Карело-Финской ССР

## Биография
Родилась 22 июня 1916 года в селении Невьянский завод Екатеринбургского уезда Пермской губернии (ныне — город Невьянск Свердловской области).
В 1940 году окончила 1-й Ленинградский медицинский институт имени академика И. П. Павлова. Была направлена в деревню Лапино Беломорского района Карело-Финской ССР.
С 1941 по 1944 годы работала хирургом в Беломорской городской больнице, врачом в медпункте ст. Идель, республиканской больнице в села Шуерецкого, старший лейтенант медслужбы.
После освобождения города Петрозаводска Л. Т. Филимонова работала ординатором Хирургической лечебницы им. М. Д. Иссерсона.
С 1947 по 1954 годы заведовала хирургическим отделением и была главным врачом Медвежьегорской больницы, работала директором Петрозаводской фельдшерско-акушерской школы (1950 г.), заведующей Петрозаводским городским отделом здравоохранения.
В 1954 году стала заместителем главного врача Республиканской больницы, а в 1955 году была назначена главным врачом республиканской больницы, проработав на этой должности до 1969 года.
С 1969 по 1984 годы работала заведующей отделением неотложной и планово-консультативной помощи Республиканской больницы.
Скончалась в 1989 году в Петрозаводске.

## Труды
- Филимонова, Лидия Теодоровна Лекарь с отличием : Очерк о жизни и деятельности хирурга М. Д. Иссерсона / Л. Т. Филимонова, М. Я. Молот. — Петрозаводск : Карелия, 1981. — 95 с. : ил.; 17 см.

## Награды
- Орден Знак Почета
- Медаль «За победу над Германией в Великой Отечественной войне 1941—1945 гг.»,
- Медаль «За доблестный труд в Великой Отечественной войне 1941—1945 гг.»
- Знак «Отличник здравоохранения».